# Stuhlmannia moavi
Stuhlmannia moavi là một loài loài thực vật họ Đậu (Fabaceae).
Loài này có ở Kenya, Madagascar, và Tanzania.
Chúng hiện đang bị đe dọa vì mất môi trường sống.